# Domna Samiu
Domna Samiu (grec: Δόμνα Σαμίου; Atenes, 12 d'octubre de 1928 - 10 de març de 2012) va ser una destacada cantant i investigadora de la música popular grega. Durant més de mig segle va recollir, gravar i interpretar cançons tradicionals de Grècia (abans anomenades «demotika», avui en dia «paradosiaka» o «tradicional»). Recollí cançons del territori nacional i també de la diàspora grega, i les va donar a conèixer arreu del món, incorporant així el públic no grec al coneixement de la música tradicional grega.

## Biografia
Nascuda el 1928 al districte atenenc de Kaisariani (un dels molts barris establerts amb l'afluència de refugiats grecs de Turquia el 1922), Samiu era filla de refugiats grecs del poble de Bayındır, a prop d'Esmirna, a l'Àsia Menor. La seva mare va fugir a Grècia el 1922, mentre que el pare, que era presoner de guerra, va arribar-hi una mica més tard, amb motiu d'un intercanvi de poblacions.

## Carrera
A l'edat de tretze anys, mentre assistia a l'escola nocturna, Domna Samiu va rebre la primera formació musical formal de Simon Karas, a l'Associació per a la Difusió de la Música Nacional, on va rebre tutories de música romana d'orient i folklòrica, a més de ser introduïda en la idea de la recerca musical. La seva primera col·laboració professional va ser amb la National Radio Foundation (EIR), l'emissora estatal de ràdio nacional de Grècia en aquell moment, quan era membre del cor Simon Karas.
El 1954 es va convertir en una treballadora a temps complet de l'emissora, de la Secció Nacional de Música, de fet la secció de música folk de l'EIR. A través d'aquesta feina va entrar en contacte amb els principals músics tradicionals de l'època, que havien format part d'una gran onada migratòria procedent del camp cap a Atenes. La Secció Nacional de Música va estar ocupada gravant-los i, com a resultat, Domna es va familiaritzar amb tots els seus diferents estils musicals locals. Ella mateixa era la responsable de supervisar discos, obres teatrals i pel·lícules.
L'any 1963, Domna Samiu va començar a girar pel camp de manera independent, per gravar música per a l'arxiu que havia iniciat. Al 1971 va deixar la feina a la ràdio per centrar-se completament en la seva pròpia carrera musical, acceptant una invitació del compositor i intèrpret Dionissis Savópulos per cantar en un club anomenat Rodeo, freqüentat per un públic juvenil opositor a la junta militar que governava el país. Això va marcar l'inici de l'impacte i la influència de Domna Samiu en generacions de joves a Grècia. Poc després va actuar al Bach Festival de Londres, dirigit aleshores per Lina Lalandi. Va ser un inici triomfal per a una brillant carrera musical: «Feia que la gent superés la vergonya que sentia per la música folk», com ella mateixa va dir més tard.
El 1974 va començar la seva col·laboració amb Columbia Records, que va donar lloc a una sèrie de LP durant els anys següents. El 1976-77, juntament amb els directors de cinema Fotos Lambrinos i Andreas Thomópulos, va fer una gira pel camp grec i va produir vint capítols de 'Musiko Odiporiko' ('Diari de viatges musical') un programa de la televisió nacional grega (ERT).
L'any 1981 es va fundar l'Associació de música popular grega Domna Samiu per preservar i promoure la música tradicional grega i facilitar la producció de discos i esdeveniments musicals amb els estàndards més alts, lliures de les demandes de les companyies discogràfiques comercials.

## Obres seleccionades

### Edicions musicals
Publicades sota el segell de Domna Samiou Greek Folk Music Association:
- Epic Songs of Warriors and Heroes (2017).
- Folk Fables in Song (2008).
- I Tread the Earth Gently (2008).
- Songs of History and Heroes (2007).
- The Great North Wind and Other Traditional Songs for Children (2007).
- Of Nature and of Love (2006).
- The Akolouthia Of Nymphios (2002).
- Songs of Dame Sea (2002).
- Domna Samiou at Megaron, The Athens Concert Hall (1999).
- Easter Songs (1998).
- Kaneloriza (1995).
- Carnival Songs (1994).
- Songs About Greeks Far From Home (1992, co-production with UNHCR).
- Songs of Asia Minor (1991).

### L'arxiu
Domna Samiu va enregistrar sistemàticament cançons populars de tot Grècia. El material, que conforma actualment l'Arxiu Domna Samiu, pertany a l'Associació de Música Popular Grega Domna Samiu. Inclou 320 cintes d'àudio, unes 1000 cassetes i uns 100 rodets de so amb material gravat en estudi. Més de 800 hores de música en total. També s'inclouen les notes manuscrites de Domna Samiu sobre el material que va recollir, les gravacions d'estudi, els seus concerts, les obres publicades, etc.
Part de les dades musicals van ser digitalitzades per la Biblioteca de Música «Lilian Voudouri», de Grècia, sota el programa «Construint una unitat completa per a la documentació i la promoció de la música grega», finançat pel programa operatiu Societat de la informació 2005-2008.
L'any 2014 l'Associació va iniciar el gran projecte de digitalització i organització de tota la música i material d'acompanyament, que va finalitzar l'any 2016. Després es va organitzar, seccionar i catalogar tot el material, i es van crear guies útils per permetre un fàcil accés a parts concretes del fitxer.